# Weiltingen
Weiltingen (fränkisch: Wailting) ist ein Markt im Landkreis Ansbach (Mittelfranken, Bayern) und zählt zur Metropolregion Nürnberg. Sie ist Mitglied der Verwaltungsgemeinschaft Wilburgstetten.

## Geographie

### Geographische Lage
Weiltingen liegt an der Wörnitz in der Nähe von Dinkelsbühl unweit des Hesselbergs. Nachbargemeinden sind (von Norden beginnend im Uhrzeigersinn): Wittelshofen, Gerolfingen, Wassertrüdingen, Fremdingen und Wilburgstetten.

### Gemeindegliederung
Es gibt neun Gemeindeteile (in Klammern ist der Siedlungstyp angegeben):
- Bosacker (Weiler)
- Frankenhofen (Pfarrdorf)
- Hahnenberg (Weiler)
- Oberklingen (Einöde)
- Ruffenhofen (Kirchdorf)
- Unterklingen (Weiler)
- Veitsweiler (Pfarrdorf)
- Weiltingen (Hauptort)
- Wörnitzhofen (Dorf)

Es gibt auf dem Gemeindegebiet die Gemarkungen Frankenhofen, Veitsweiler, Weiltingen und Wörnitzhofen. Die Gemarkung Weiltingen hat eine Fläche von 8,498 km². Sie ist in 1178 Flurstücke aufgeteilt, die eine durchschnittliche Fläche von 7213,53 m² haben.

## Geschichte

### Bis zur Gemeindegründung

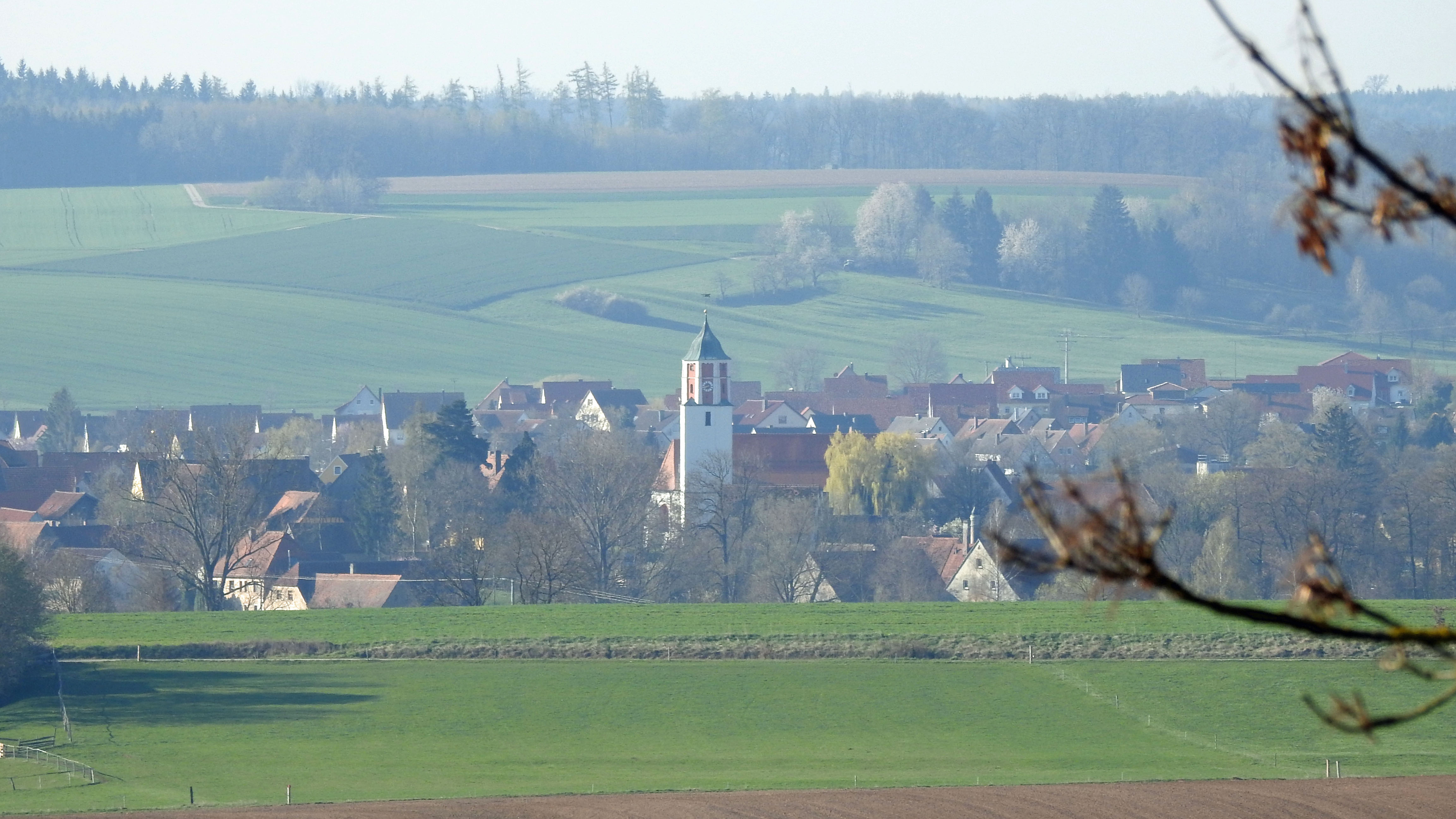
Weiltingen von Norden

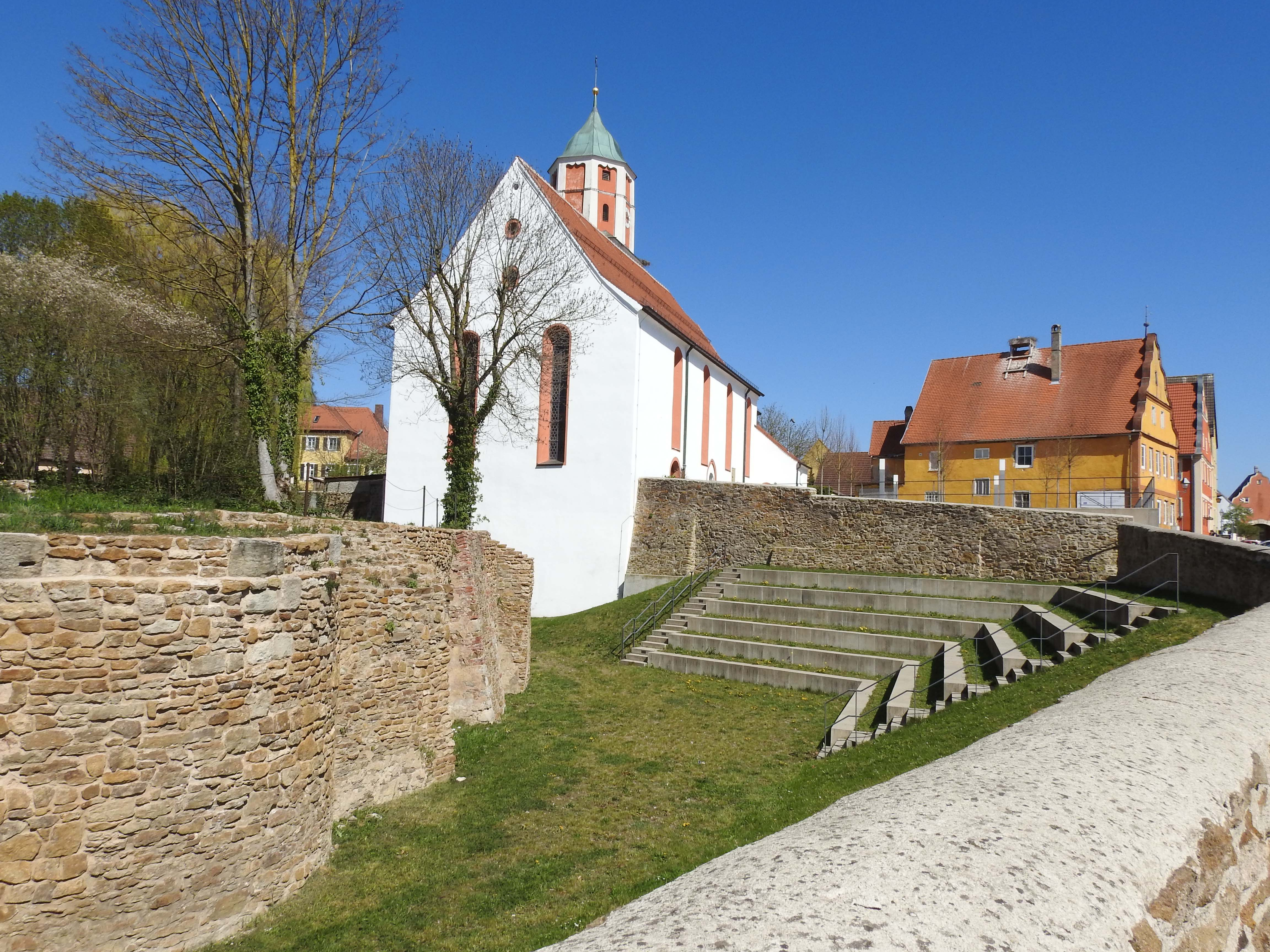
Bereich des ehemaligen Schlosses

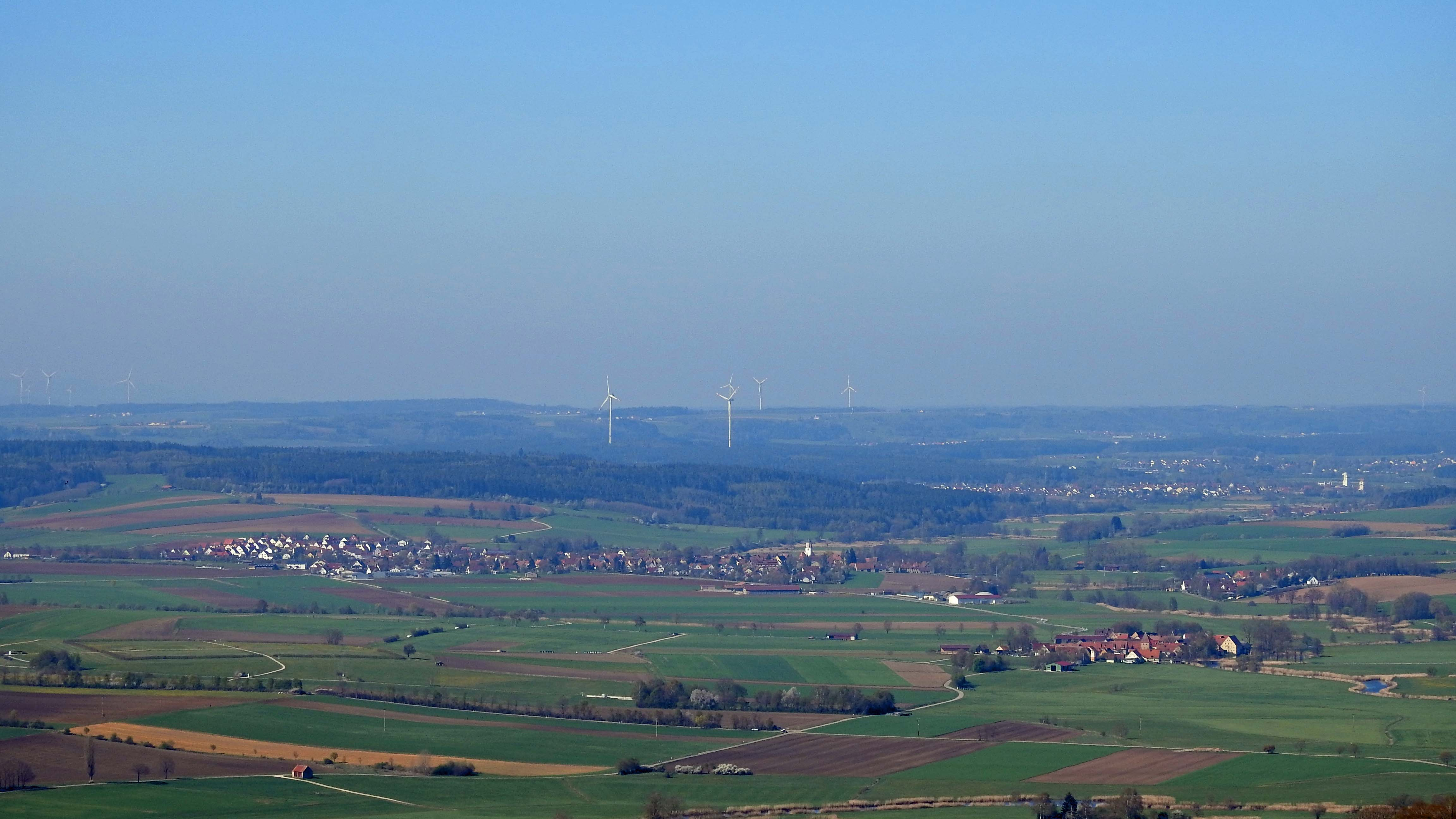
Blick vom Hesselberg auf Weiltingen

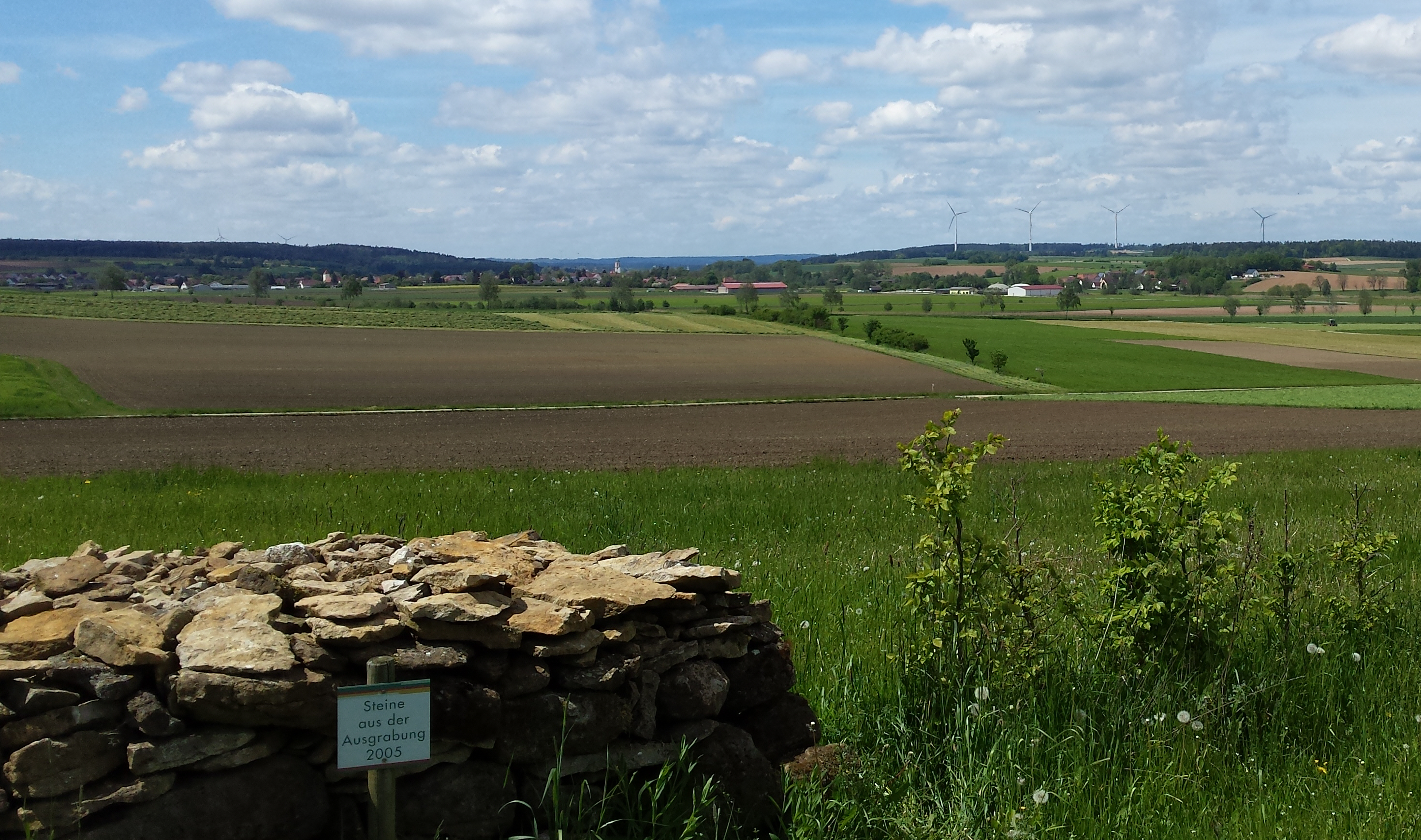
Blick auf Weiltingen vom Römerpark aus

Der Ort wurde in einer Urkunde, die im Zeitraum von 1096 bis 1133 entstand, als „Wilitingen“ erstmals erwähnt. Dem Ortsnamen liegt ein Personenname zugrunde, möglicherweise der weibliche Personenname Wīhilt, der durch das Zugehörigkeitssuffix -ingen abgeleitet wurde. Der Ortsname würde also Bei den Leuten der Wīhilt bedeuten.
In der Nähe der Stadt Dinkelsbühl liegt der Markt Weiltingen, einstmals Sitz einer Nebenlinie des Hauses Württemberg. Neben Weiltingen selbst gehörten zur Herrschaft die Weiler Veitsweiler und Wolfsbühl sowie ein Teil der Dörfer Frankenhofen und Greiselbach. Aus einer Reichsministerialenfamilie stammte ein Lupold, erwähnt ab 1285 und gestorben nach dem 4. August 1323 in Heilsbronn bei Ansbach, der sich von Weiltingen nannte. Sein Vater trug den gleichen Vornamen und übte das Amt eines Reichsküchenmeisters aus. Im 17. Jahrhundert war die Herrschaft an die Herren von Knöringen als Lehen ausgegeben. Als diese Familie 1616 im Mannesstamm erlosch, fiel das Lehen an Herzog Johann Friedrich von Württemberg heim. Mit seinen Brüdern schloss der regierende Herzog 1617 den „Fürstbrüderlichen Vergleich“, in dem die Unteilbarkeit des Herzogtums Württemberg festgeschrieben wurde. Gleichzeitig erhielt der jüngere Bruder Julius Friedrich (1588–1635) die Herrschaft Weiltingen und den Marktflecken Brenz als Apanage. In Weiltingen begründete er eine Linie des Hauses Württemberg, in der jedoch zahlreiche Söhne unverheiratet blieben. Der Sohn Julius Friedrichs, Herzog Silvius Nimrod von Württemberg-Weiltingen (1622–1664), begründete seinerseits die Linie Württemberg-Oels.
Drei Generationen lang regierten die Herzöge von Württemberg in Weiltingen. Besondere Erwähnung verdient die von 1662 bis 1679 dauernde Regentschaft von Herzogin Juliana, die als fürsorgliche und wohltätige Landesmutter ihrer kleinen Herrschaften in Weiltingen und Brenz in Erinnerung blieb. Julianas Sohn Herzog Friedrich Ferdinand (1654–1705) starb jedoch ohne einen überlebenden Sohn, worauf die Linie Württemberg-Weiltingen im Mannesstamm erlosch. Daraufhin fiel die Herrschaft Weiltingen wieder an die Hauptlinie zurück und wurde von der Kammerschreiberei in Stuttgart als Verwaltungsbehörde des herzoglichen Privatvermögens verwaltet. Im Jahr 1729 überließ die Kammerschreiberei der Landschaft die Herrschaft pfandweise auf 50 Jahre um 330.000 Gulden; nach dem Ablauf dieses Zeitraums wurde die Verpfändung um weitere 20 Jahre verlängert.
Die Fraisch über Weiltingen war umstritten. Sie wurde sowohl vom ansbachischen Oberamt Wassertrüdingen als auch vom oettingen-spielbergischen Oberamt Aufkirchen als auch vom württembergischen Oberamt Weiltingen beansprucht. Die Dorf- und Gemeindeherrschaft und die Grundherrschaft über alle Anwesen hatte das Oberamt Weiltingen. Insgesamt gab es 153 Anwesen: 1 Säg- und Lohmühle, 5 Wirtschaften, 1 Schafhof, 4 halbe Hofgüter, 8 Köblergüter, 1 halbes Köblergut, 2 Sölden mit Schmiedstätten, 91 Söldengüter, 38 halbe Söldengüter, 1 Zweidrittelsöldengut, 1 Drittelsöldengut. Außerdem gab es noch herrschaftliche Gebäude, eine Kirche, ein Pfarrhaus, eine Schule und ein Gemeindehirtenhaus.
Nach der Umgestaltung der Kammerschreiberei zur Hof- und Domänenkammer richtete König Friedrich von Württemberg 1807 in Weiltingen eine „Hof- und Domänenkammerverwaltung“ ein und besetzte sie mit dem Beamten Friedrich August Christlieb. Im Pariser Vertrag vom 18. Mai 1810 und dem Grenzvertrag zwischen Bayern und Württemberg trat der König jedoch die Herrschaft an das Königreich Bayern ab und erhielt dafür die ehemalige Deutschordensherrschaft Altshausen. Damit hörte die Hof- und Domänenkammerverwaltung Weiltingen auf zu bestehen. Das Schloss wurde bis 1814 vollständig abgetragen.
Mit dem Gemeindeedikt entstand 1811 der Steuerdistrikt und die Ruralgemeinde Weiltingen. Sie war in Verwaltung und Gerichtsbarkeit dem Landgericht Nördlingen (ab 1831 Landgericht Dinkelsbühl) zugeordnet und in der Finanzverwaltung dem Rentamt Oettingen (ab 1832 Rentamt Dinkelsbühl, 1919 in Finanzamt Dinkelsbühl umbenannt, seit 1973 Zweigstelle des Finanzamtes Ansbach). Die Verwaltung übernahm 1862 das neu geschaffene Bezirksamt Dinkelsbühl (1939 in Landkreis Dinkelsbühl umbenannt). Die Gerichtsbarkeit blieb beim Landgericht Dinkelsbühl (1879 in das Amtsgericht Dinkelsbühl umgewandelt, seit 1973 eine Zweigstelle des Amtsgerichtes Ansbach). Mit der Auflösung des Landkreises Dinkelsbühl im Jahr 1972 kam Weiltingen an den Landkreis Ansbach. Die Gemeinde Weiltingen hatte 1964 eine Gebietsfläche von 7,362 km².

### Eingemeindungen
Im Zuge der Gebietsreform in Bayern wurde am 1. Januar 1971 die Gemeinde Wörnitzhofen eingegliedert. Am 1. Mai 1978 kamen die Gemeinden Frankenhofen und Veitsweiler sowie der Ort Bosacker der Gemeinde Schopflohe (Landkreis Donau-Ries) hinzu.

### Einwohnerentwicklung
Im Zeitraum 1988 bis 2018 stieg die Einwohnerzahl von 1266 auf 1392 um 126 Einwohner oder 10 %.
Gemeinde Weiltingen
| Jahr        | 1979 | 1987   | 1991 | 1995 | 2000 | 2005 | 2010   | 2011   | 2012   | 2013   | 2014   | 2015   | 2016   | 2017   | 2018   | 2019   |
| Einwohner   | 1283 | 1289   | 1285 | 1317 | 1406 | 1377 | 1385   | 1383   | 1359   | 1371   | 1358   | 1343   | 1381   | 1369   | 1392   | 1383   |
| Wohngebäude |      | 356    |      |      |      |      |        | 417    | 418    | 420    | 423    | 426    | 428    | 430    | 433    | 437    |
| Quelle      |      | [ 18 ] |      |      |      |      | [ 19 ] | [ 19 ] | [ 19 ] | [ 19 ] | [ 19 ] | [ 19 ] | [ 19 ] | [ 20 ] | [ 20 ] | [ 20 ] |

Ort Weiltingen (Gemeinde Weiltingen bis zur Gebietsreform)
| Jahr      | 1818   | 1840   | 1852   | 1855   | 1861   | 1867   | 1871   | 1875   | 1880   | 1885   | 1890   | 1895   | 1900   | 1905   | 1910   | 1919   | 1925   | 1933   | 1939   | 1946   | 1950   | 1952   | 1961   | 1970   | 1987   | 2006   | 2016   |
| Einwohner | 726    | 797    | 809    | 770    | 784    | 768    | 767    | 780    | 805    | 805    | 755    | 772    | 768    | 766    | 741    | 720    | 715    | 709    | 704    | 1044   | 980    | 917    | 739    | 752    | 717    | *868   | *905   |
| Häuser    | 145    | 156    |        |        |        |        | 148    |        |        | 157    | 162    |        | 164    |        |        |        | 162    |        |        |        | 160    |        | 173    |        | 218    |        |        |
| Quelle    | [ 22 ] | [ 23 ] | [ 24 ] | [ 24 ] | [ 25 ] | [ 26 ] | [ 27 ] | [ 28 ] | [ 29 ] | [ 30 ] | [ 31 ] | [ 24 ] | [ 32 ] | [ 24 ] | [ 33 ] | [ 24 ] | [ 34 ] | [ 24 ] | [ 24 ] | [ 24 ] | [ 35 ] | [ 24 ] | [ 15 ] | [ 36 ] | [ 18 ] | [ 37 ] | [ 37 ] |

## Politik

### Marktgemeinderat
Der Marktgemeinderat hat 13 Mitglieder einschließlich des Ersten Bürgermeisters. Bei der Kommunalwahl am 2. März 2014 enthielt der Wahlvorschlag lediglich eine Liste der Freien Wählergemeinschaft Markt Weiltingen. Es wurden keine gesonderten Listen vom Gemeindeblock und der Freien Wählergemeinschaft Frankenhofen gebildet.
| Wahljahr | Gemeindeblock | FWG Markt Weiltingen | FWG Frankenhofen | Gesamt   |
| 2002     | 6             | 6                    | 1                | 13 Sitze |
| 2008     | 5             | 8                    | 0                | 13 Sitze |
| 2014     | ---           | 13                   | ---              | 13 Sitze |
| 2020     | ---           | 13                   | ---              | 13 Sitze |

### Bürgermeister
Christoph Schmidt wurde am 29. Mai 2016 mit 91,65 % der Stimmen zum Ersten Bürgermeister gewählt und 2020 wieder gewählt.

### Wappen und Flagge
Wappen
| Wappen des Marktes Wörnitz | Blasonierung: „Geteilt von Grün und Rot; oben ein schwebender goldener Stechhelm in Vorderansicht, unten auf blauem Felsenberg eine fünftürmige silberne Burg mit blauen Dächern.“ |
| Wappen des Marktes Wörnitz | Wappenbegründung: Der Stechhelm repräsentiert die vielen Rittergeschlechter, die im Besitz von Weiltingen waren. Er ist in einem Gerichtssiegel aus dem Jahr 1561 zu sehen. Im Jahr 1566 kam der Ort in den Besitz der Herren von Knöringen. Sie bauten die Burg zu einem Schloss aus, das 1814 wegen Baufälligkeit abgerissen wurde. Die Burg im Wappen erinnert an diesen imposanten Bau. König Ludwig I. bestätigte das Wappen 1847. |

Flagge
Die Gemeindeflagge ist rot-weiß-grün.

## Wirtschaft und Infrastruktur

### Verkehr
Die Staatsstraße 2385 verläuft nach Wilburgstetten zur Bundesstraße 25 (4,8 km südwestlich) bzw. über Ruffenhofen zur Staatsstraße 2218 bei Wittelshofen (2,7 km nordöstlich). Die Kreisstraße AN 47 verläuft nach Frankenhofen (1,7 km südöstlich). Gemeindeverbindungsstraßen verlaufen nach Illenschwang zur St 2218 (3,5 km nordwestlich) und nach Veitsweiler (1,5 km südlich).
Der Öffentliche Personennahverkehr wird durch den Verkehrsverbund Großraum Nürnberg abgedeckt.

### Radfernwege
Durch das Gemeindegebiet führt der Deutsche Limes-Radweg. Er folgt dem Obergermanisch-Raetischen Limes über 818 km von Bad Hönningen am Rhein nach Regensburg an der Donau.

### Fernwanderwege
Weiltingen liegt am Limesweg des Fränkischen Albvereins, einem Teilabschnitt des Deutschen Limes-Wanderwegs.

### Öffentliche Einrichtungen

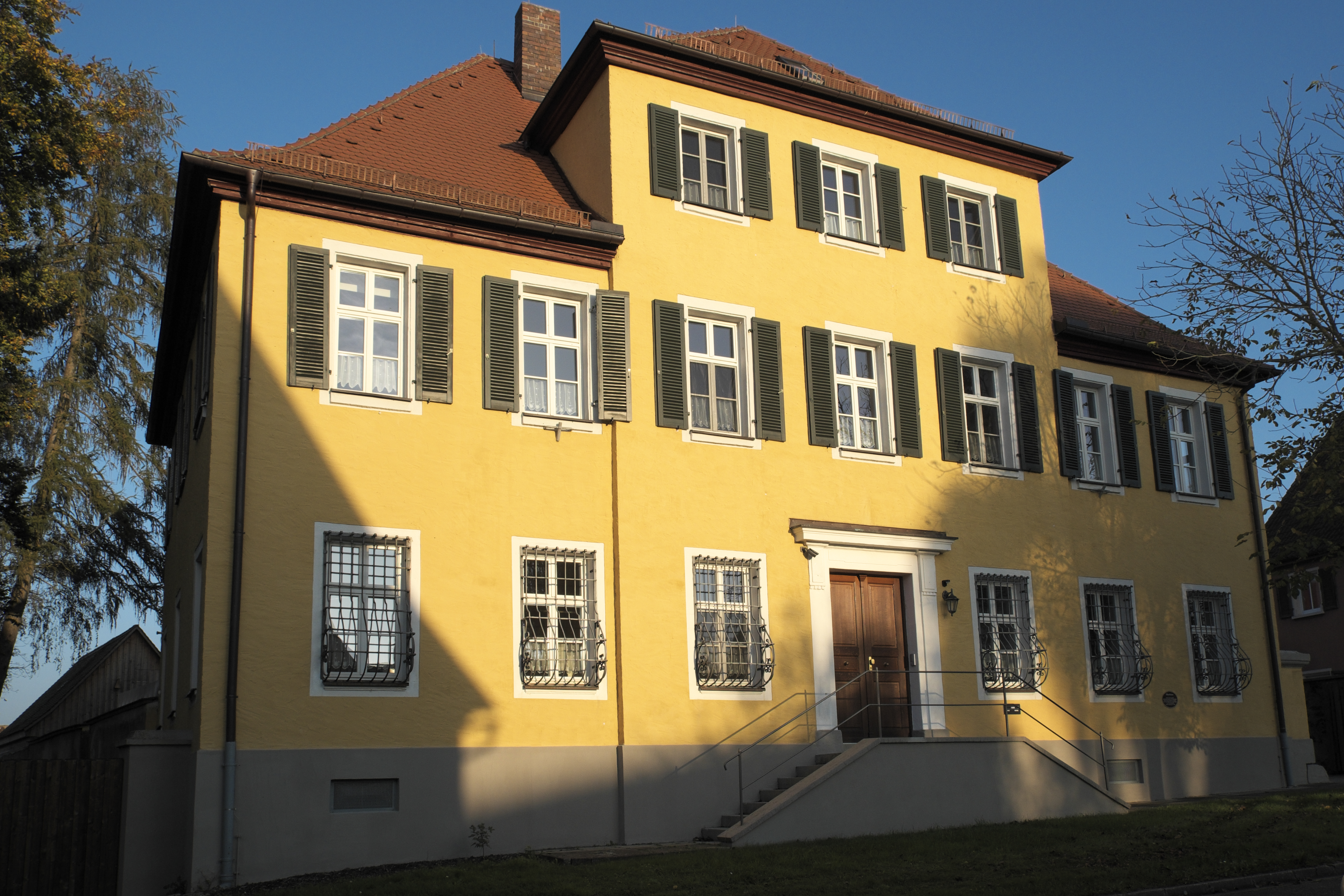
Pfarrhaus in Weiltingen

- Staatliche Forstdienststelle

### Bildung
- Kindertagesstätte (Kindergarten)
- Grundschule Weiltingen (1.–4. Klasse)
- Bücherei[44]

## Kultur und Sehenswürdigkeiten

### Museen
- Römerpark Ruffenhofen
- Trachten- und Heimatmuseum

### Baudenkmäler

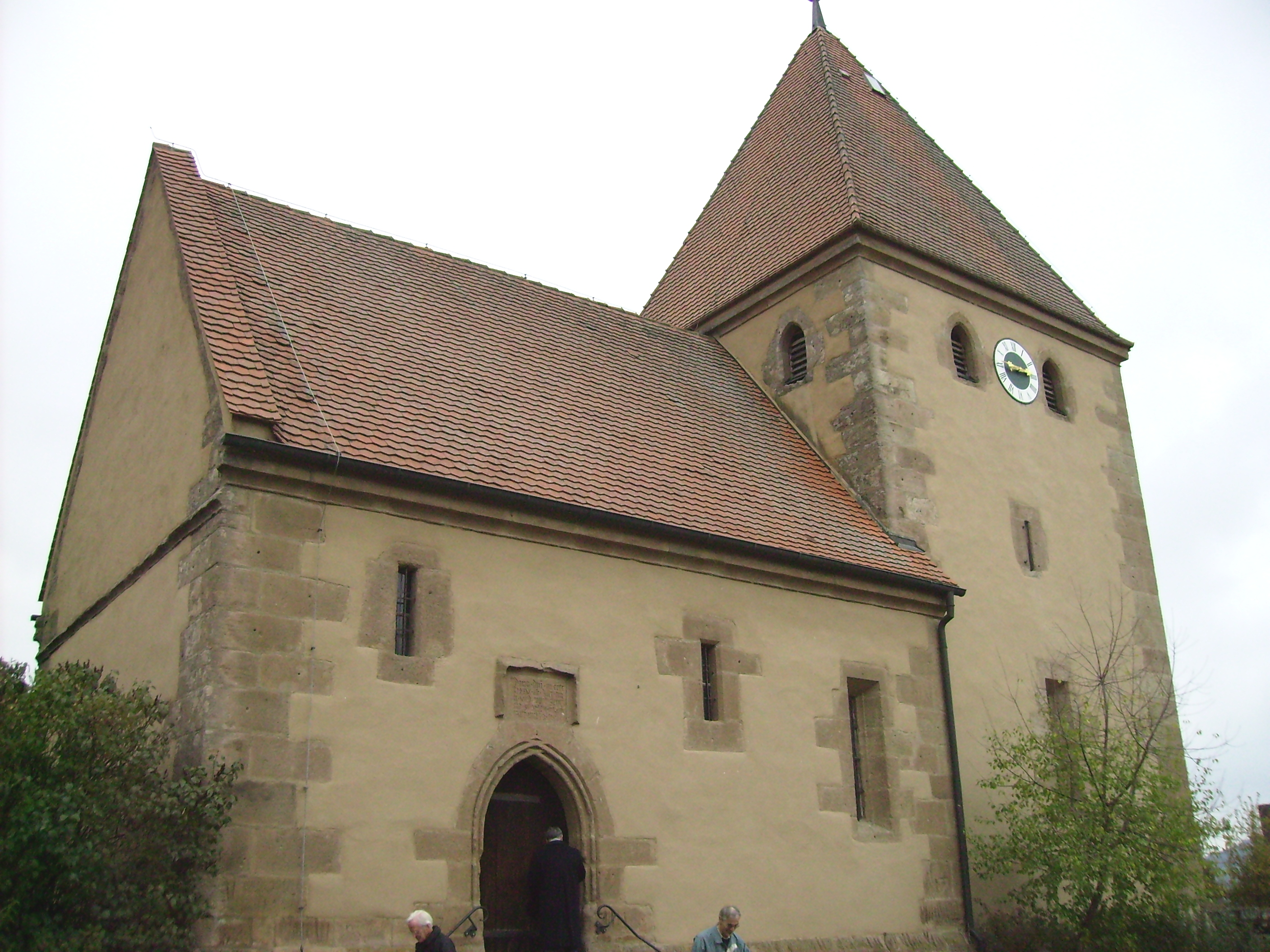
St. Nikolaus, Ruffenhofen

- St.-Peters-Kirche mit Fürstengruft, Schäufelin Altar und historischem Glockenstuhl
- St.-Nikolaus-Kirche in Ruffenhofen
- St.-Veits-Kirche in Veitsweiler

### Bodendenkmäler
- Reste des Obergermanisch-Raetischen Limes im Weiltinger Forst

## Söhne und Töchter der Gemeinde
- Lupold von Weiltingen  († nach 4. August 1323), Domherr, dann Zisterzienser, vermutlich in Weiltingen geboren
- Silvius I. Nimrod (1622–1664), Erster Herzog von Württemberg-Oels
- Friedrich Ferdinand von Württemberg-Weiltingen (1654–1705), Herzog von Württemberg-Weiltingen
- Hedwig Friederike von Württemberg-Weiltingen (1691–1752), durch Heirat Fürstin von Anhalt-Zerbst
- Johann Eberhard Fischer (1697–1771), Historiker und Sprachforscher in Sibirien, Teilnehmer an der Großen Nordischen Expedition 1733–1743
- Ludwig Friedrich von Stockmayer (1779–1837), württembergischer Generalleutnant und Gouverneur von Stuttgart
- Johann Christian Bernhardt (1710–1758), Chirurg und Chemiker

## Weitere Persönlichkeiten, die mit dem Ort verbunden waren
- Samuel Gottfried Christoph Cloeter (1823–1894), suspendierter Pfarrer der bayerischen Landeskirche, der 1881 die Auswanderersiedlung Gnadenburg im russischen Kaukasus gründete